# 玛丽·沃斯通克拉夫特
玛丽·沃斯通克拉夫特（英語：Mary Wollstonecraft；1759年4月27日—1797年9月10日），18世纪英国作家、哲學家、女性主義者。其於短暂的写作生涯中，完成了多篇小说和论文、一本遊記、一本法国大革命史、一本行为手册以及一本儿童文学。撰於1792年的《女權辯護》為沃斯通克拉夫特最為人所知的作品；在这本书裡，她提出：女性并非天生地低贱于男性，只有当她们缺乏足够的教育时才会显露出这一点。她认为男性和女性都应被视为有理性的生命，继而设想了建立基于理性之上的社会秩序。
对普通大众——特别是女权主义者而言，沃斯通克拉夫特的一生要比其作品更加引人注目，这主要是由于她另类的生活型態。在与无政府主义运动的先驱者威廉·戈德温结婚之前，沃斯通克拉夫特还有过两段不幸的爱情：其一是與瑞士画家约翰·亨利希·菲斯利，其二是與商人吉爾伯特·伊姆利。沃斯通克拉夫特与戈德温育有一女，即《科學怪人》的作者玛丽·雪莱。沃斯通克拉夫特38岁时，產下次女瑪麗，不久過世于產後併發症，遗留下几部未完成的原稿。
在沃斯通克拉夫特死後，丈夫戈德温於1798年出版了《女权辩护作者传》，其中透露了她另类的生活方式。本为纪念妻子的戈德温，却在无意之间将她的名誉破坏长达一个世纪之久。但是，随着20世纪初婦女權利的兴起，沃斯通克拉夫特对性別平等的提倡以及对传统女性特质的批评开始变得日益重要。在现今，沃斯通克拉夫特被视作是女性主义哲学的鼻祖之一，而女权主义者们也经常会提到她的生活与作品。

## 生平

### 早年
1759年4月27日，沃斯通克拉夫特出生於倫敦東區的斯毕塔菲尔德。父亲是爱德华·约翰·沃斯通克拉夫特（Edward John Wollstonecraft），母亲是伊丽莎白·迪克森（Elizabeth Dickson）。她是家中长女，上有一兄，下有三弟兩妹。
1763年到1768年，因为父亲继承了一笔遗产，想当绅士农夫不成的关系，故而经常搬家。1774年，父亲务农不成，全家搬回了伦敦郊区的霍克斯頓。在沃斯通克拉夫特年幼时，其家庭收入足以维持舒适的生活。可是，父亲却将家产耗费在了投机生意上，导致整个家庭逐渐陷入财政困难。沃斯通克拉夫特的少女时代是随着家庭的颠沛流离度过的。
最后，他们的财政状况已发展到了极其危险的地步，以致于她的父亲甚至动用了沃斯通克拉夫特成年后将继承的遗产。此外，父亲还染上了酗酒的恶习，酒醉時便会对妻子拳脚相加。在这种环境下，年少的沃斯通克拉夫特为了保护母亲，经常在母亲的卧室门外向父亲撒谎。
於此同时，她还承擔起照顧两个妹妹埃弗里娜（Everina）与伊利莎（Eliza）的责任，并终身对她们照顾有加。譬如，在1784年，她劝服了可能患上了产后抑郁症的妹妹伊利莎，让她离开其丈夫与幼子；沃斯通克拉夫特甚至还为她的逃跑制定出了周密的计划——这也侧面展现出她敢于挑战社会准则的勇气。后来妹妹和妹夫合法分居，妹妹未获得监护权，不过小孩未满周岁即逝世。这件事让伊利莎付出了沉重的代价：除了遭到社会的谴责外，不能再婚的她只能选择孤苦伶仃地度尽其一生。
两段友情塑造了沃斯通克拉夫特早年的生活。其一是在贝弗利与简·阿登（Jane Arden）建立的友情。她们俩经常在一起读书，并一同倾听阿登的父亲——一位自封的哲学家及科学家——发表的演说。沃斯通克拉夫特十分喜爱阿登家庭的理性氛围，并珍视她与阿登的友谊，有时甚至还掺杂了一些情感上的占有欲。在沃斯通克拉夫特给阿登写的信中，她写道：“我已经形成了对友情的浪漫观念……我对自己对爱情和友情的想法感到有点奇怪；我要么就必须占据第一位，要么就不要。”这种在写给阿登的一些信里已展现出的易变而忧郁的情绪，后来伴随了沃斯通克拉夫特一生。
1775年，沃斯通克拉夫特认识了挚友范妮·布拉德（Fanny Blood），而这正是她的另一段友情——这段友谊对她而言更为重要。范妮·布拉德是霍克斯顿的克莱尔夫妇（Clares）的女儿，也正是这对夫妇把她介绍给沃斯通克拉夫特；沃斯通克拉夫特视布拉德为打开她心扉的人。在其一生中，沃斯通克拉夫特都没有中断对布拉德与她的家人的援助：其中的一个典型例子是，她曾多次向布拉德的兄弟提供金钱上的帮助。
1777年，沃斯通克拉夫特全家搬到了伦敦附近的沃爾沃斯，和布拉德住得很近。但由于家庭生活的不幸福，沃斯通克拉夫特在1778年便开始独自生活，并找到了一份伴护的工作——陪伴居住在巴斯的一位寡妇萨拉·道森（Sarah Dawson）。但據其在《女教论》中所述，与这位脾气暴躁的女人相处并不容易。其间，她还游历了南安普敦和温莎等地。1780年，她回到了家中照顧重病的母亲。
1782年，母亲病逝，妹妹伊利莎嫁给了梅雷迪思·毕肖普（Meredith Bishop），父亲续弦娶了名为莉迪亚（Lydia）的女子，尔后全家又搬回威尔士。而沃斯通克拉夫特并没有回到道森夫人身边，而是搬到了布拉德的家中，以针线活帮助布拉德家的困苦生活。在与布拉德一家共同生活的两年中，她把布拉德视为自己的偶像——尽管布拉德要比沃斯通克拉夫特更为注重传统的女性价值。
沃斯通克拉夫特曾与布拉德一同幻想过自己的理想天地：她们曾计划租下几间屋子，并在精神与金钱上相互支持着生活，但她们的梦想却由于其经济现状而破灭。为了维持生计，1784年沃斯通克拉夫特姐妹与布拉德在一处非国教徒居民区纽因顿格林开设了一间学校。同时，她在此认识了理查德·普莱斯牧师，并且被引介认识了萨缪尔·约翰逊。不久，布拉德便与休·斯基斯（Hugh Skeys）订婚并结婚。但由于她的健康状况不稳定，结婚后不久，布拉德便被她的丈夫带去欧洲大陆疗养。
在其怀孕後，布拉德的健康状况急剧恶化，沃斯通克拉夫特不得不在1785年放弃了学校，并来到她的身边照料她，然而已无济于事。11月29日，布拉德死在她怀中。不久，小孩也跟着过世了。1786年从里斯本归来，发现学校财务困难，遂结束了经营。其处女作《女教论》，原意也是为了替学校支付租金。布拉德的死，除了对沃斯通克拉夫特造成了沉重的打击外，还为她的第一部小说《玛丽：一篇小说》提供部分的灵感。

### “新女性之先”

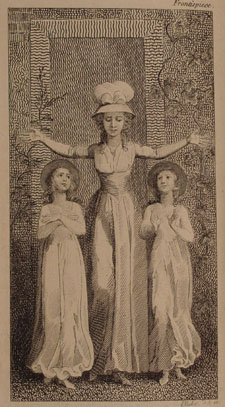
1791年版《真实生活的原创故事》的卷首插画（由威廉·布莱克雕制）

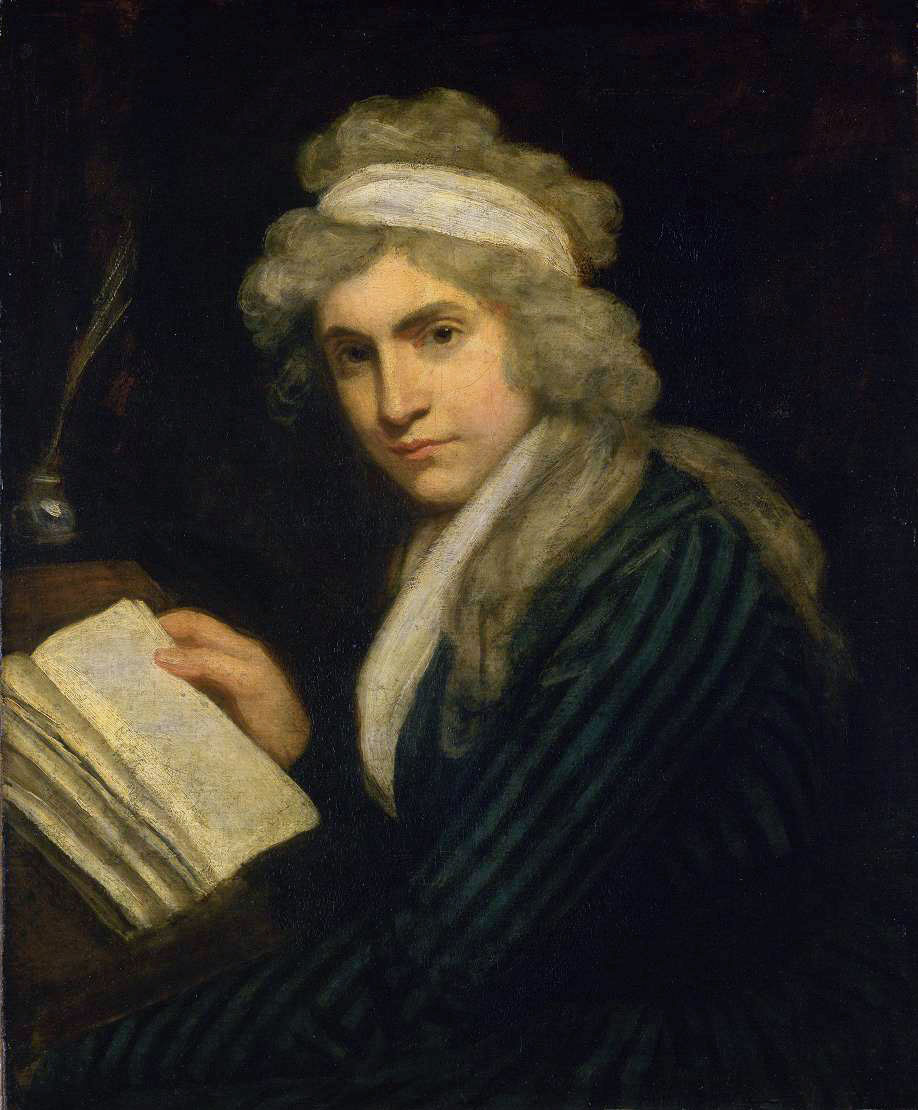
约翰·奥佩：《玛丽·沃斯通克拉夫特》（1790年）

1786年，在布拉德死后，沃斯通克拉夫特的朋友们为她谋取到了一份给英裔爱尔兰人金斯伯勒（Kingsborough）家（同时也是在爱尔兰科克郡米切尔斯敦的地方行政官）的女儿们担任家庭教师的工作。尽管与金斯伯勒夫人相处得并不是十分愉快，但孩子们却喜欢她并受到了她的影响；一名学生玛格丽特·金（Margaret King）在后来说到，沃斯通克拉夫特“让她的头脑不再受迷信支配”。沃斯通克拉夫特在这一年里的一些经历，在后来被写入了她的童书《真实生活的原创故事》（1788年）中。
无论是高贵还是贫贱的女性，其职业选择的范围都被压缩得十分狭小——在《女教论》的一章“女性的不幸境遇，上流社会的教育，以及失之交臂的命运”（Unfortunate Situation of Females, Fashionably Educated, and Left Without a Fortune）中，沃斯通克拉夫特生动地描述出了这一人为设置的障碍——对她而言，在辞去担任了一年的家庭教师工作后，她决定成为一名职业作家。而实际上，成为一名作家的选择是十分大胆的，因为在当时几乎还没有哪位女性能靠写作来养活自己。在1787年写给她妹妹埃弗里娜的一封信中，沃斯通克拉夫特谈到自己想要成为“新女性之先”。不久以后，她搬到了伦敦，并接受了一位思想开明的书商约瑟夫·约翰逊的帮助，在一处地方定居下来，并依靠写作自给自足。她学会了法语和德语，并翻译了一些著作，其中较为知名的是雅克·内克尔的《宗教观点的重要性》（Of the Importance of Religious Opinions）与克里斯蒂安·扎尔茨曼的《道德素质》（Elements of Morality, for the Use of Children）。1788年，她还曾为约翰逊的杂志《分析评论》写作过一些评论与小说，以及14页有关凯瑟琳·麦考莱（Catherine Macaulay）《教育书简》一书的书评。在这段时期里，沃斯通克拉夫特的理性思维得到了充分的发展，这不仅源于她为撰写评论而进行的大量阅读，还应归功于她结识的众多朋友：她在约翰逊的名流宴会上认识到了许多知识渊博的人，其中有思想激进的作家托马斯·潘恩与无政府主义哲学家威廉·戈德温。在戈德温与沃斯通克拉夫特的第一次见面中，他们对对方都感到十分失望。沃斯通克拉夫特在整个晚宴里都在质问戈德温，并几乎在每个议题上都对戈德温持反对意见。对沃斯通克拉夫特而言，约翰逊更像是一位朋友；在她的信件中，约翰逊被比作为父亲与兄长。1789年，她以笔名Mr.Creswick编辑出版了《女性读本》（The Female Reader），但此书亡佚。
在伦敦期间，沃斯通克拉夫特与已婚的画家亨利希·菲斯利发展出了一段关系。她曾写道，她痴迷于他的才情、“他高贵的心灵、敏捷的理解力，以及高尚的同情心”。她打算同菲斯利和他的妻子住在一起，并与他保持一种柏拉图式的精神关系；但是，菲斯利的妻子却对此无法接受，并破坏了沃斯通克拉夫特与菲斯利的关系。在被菲斯利拒绝后，沃斯通克拉夫特来到了法国。她前往法国的原因有二，其一为躲避该次事件造成的羞辱，其二为参与她前不久在《为人权辩护》（1790年）中所歌颂的法国大革命。《人权》一书是为了回应保守派作家埃德蒙·伯克在《对法国大革命的反思》（1790年）中对法国大革命的批评而写作的，这本书令她一夜成名。人们开始将她与当时的一些重要人物相提并论，例如神学家约瑟夫·普利斯特里以及潘恩，后者写作有《人的权利》（1791年）一书，该书因其对伯克观点的反驳而名闻于世。1791年。因为不满夏尔·莫里斯·德塔列朗-佩里戈尔在《公共教育报告书》（Report on Public Instruction）一书中提议女子只能接受教育到八岁为止，开始写作《女权辩护》，同时以真名出版《人权辩护》一书的第二版。《人权辩护》中概述出的观点在后来得到了进一步阐述，并最终形成了沃斯通克拉夫特最知名且最具影响力的作品：《女权辩护》（1792年）。

### 法国与吉尔伯特·伊姆利

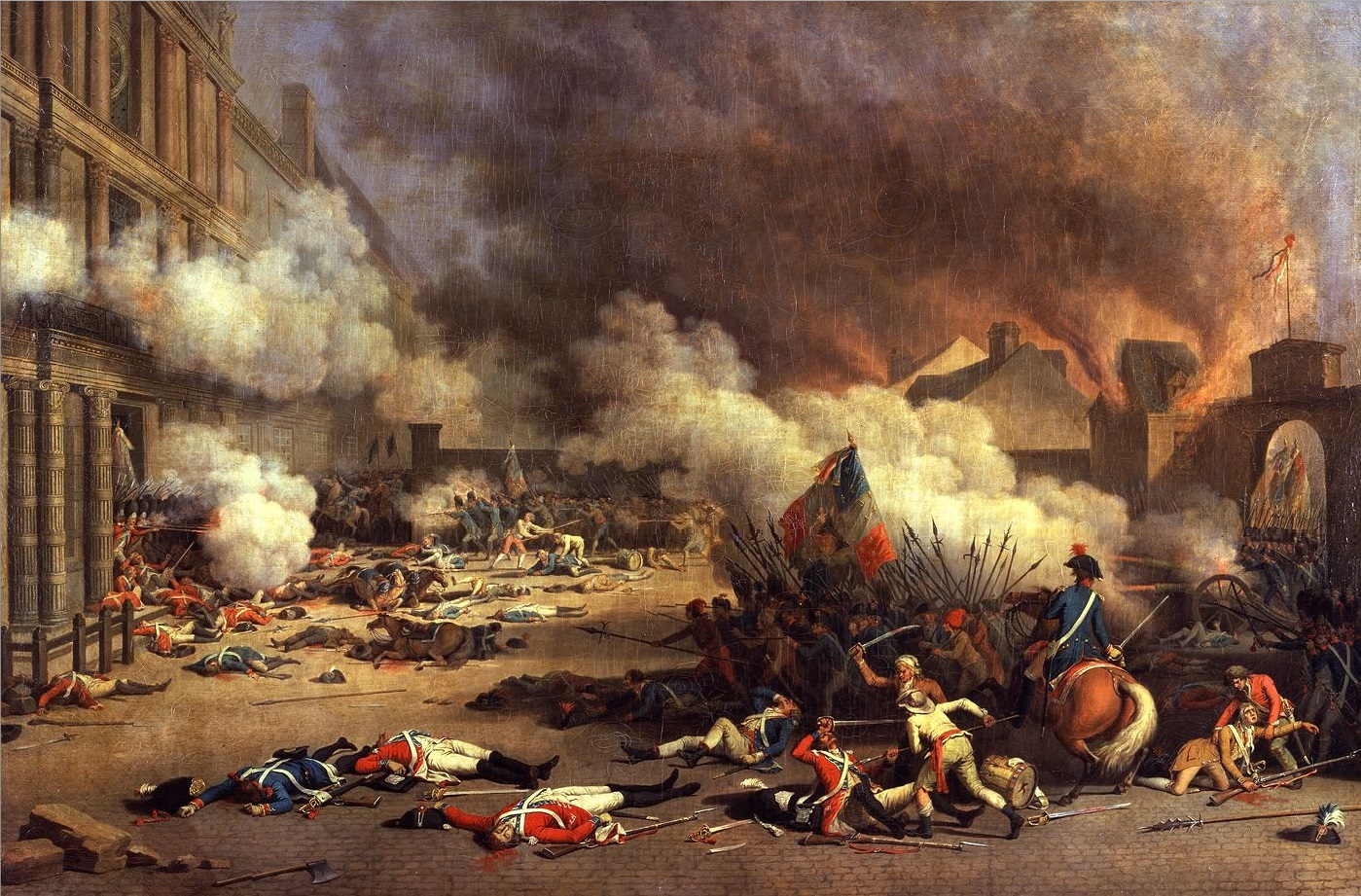
1792年8月10日，巴黎市民攻占杜丽舍宫，法国大革命进一步展开

1792年12月，沃斯通克拉夫特离开伦敦，并在路易十六被处决前的大约一个月时抵达巴黎。当时，整个法国已经陷入了混乱。她结识了不少如海伦·威廉斯一样旅居巴黎的英国人，并加入了他们的小圈子。在完成《女权》一书后不久，沃斯通克拉夫特便决定将她的想法付诸试验。在法国大革命所营造的理性气氛中，沃斯通克拉夫特进行了一场实验性质的恋爱：1793年，她在法国结识了一位美国冒险家吉爾伯特·伊姆利，并与他陷入热恋之中。尽管伊姆利并不愿与她结婚——无论她的意愿如何，但从表面上来看，沃斯通克拉夫特已经彻底地爱上了这个她心目中的完美男人。此外，虽然沃斯通克拉夫特在她的《女权》一书中极力抵制男女的性关系，但伊姆利显然唤醒了她对性的激情与兴趣。1794年，两人在勒阿弗尔相聚。不久后，沃斯通克拉夫特便怀孕了，并在1794年5月14日产下了她的第一个女儿范妮：用她最亲近的朋友的名字来命名。有了第一个女儿让沃斯通克拉夫特大喜过望，在给她朋友的信件中，她写道：“我的小女孩吸吮得是那么用力，以致她的父亲甚至指望由她来完成《女权》的第二部分”（粗体部分为沃斯通克拉夫特自己所强调）。伊姆利尔后先搬回巴黎，沃斯通克拉夫特和女儿随后搬回。伊姆利又前往伦敦，不过母亲和女儿扔留在巴黎。尽管要承担在国外独自抚育女儿的责任，且其身处法国大革命日趋混乱的局势下，沃斯通克拉夫特依然十分频繁地给她的朋友们写信。在居住于法国北部的勒阿弗尔时，她写就了一本描述早期大革命的史书：《歐洲法国大革命起源和进展的一種历史观和道德观》（An Historical and Moral View of the Origin and Progress of the French Revolution in Europe），这本书于1794年12月在伦敦出版。
随着政治形势的恶化，英国在不久后便向法国宣战，这让旅居法国的英国公民陷入了极度的危险中。1793年，为了保护沃斯通克拉夫特，尽管他们并没有结婚，伊姆利仍在大使馆将她注册为了他的妻子。可是，沃斯通克拉夫特的一些朋友却没有这么幸运；许多像托马斯·潘恩这样的英国人都被当局逮捕，有一部分人甚至被处决（在当时，沃斯通克拉夫特的妹妹们也以为她已被当局所拘押）。1795年，沃斯通克拉夫特和女儿离开法国搬回伦敦，为了让其女儿拥有合法性，她在各种场合仍以伊姆利夫人自称——即使在她的妹妹前。
出于对沃斯通克拉夫特的一些不满，伊姆利最终离开了她。他曾向沃斯通克拉夫特许诺说，他会在小孩诞生的时候回到勒阿弗尔；但是，当伊姆利许久不归，甚至连一封信也不寄回来时，她终于意识到他已经有了另一个女人。沃斯通克拉夫特在写给伊姆利的信里苦苦地哀求他；如同大部分评论家所描述的那样，她用极度悲哀的措辞（以及在大革命中独自抚育一个婴孩的苦境）来向他解释。

### 英国与威廉·戈德温

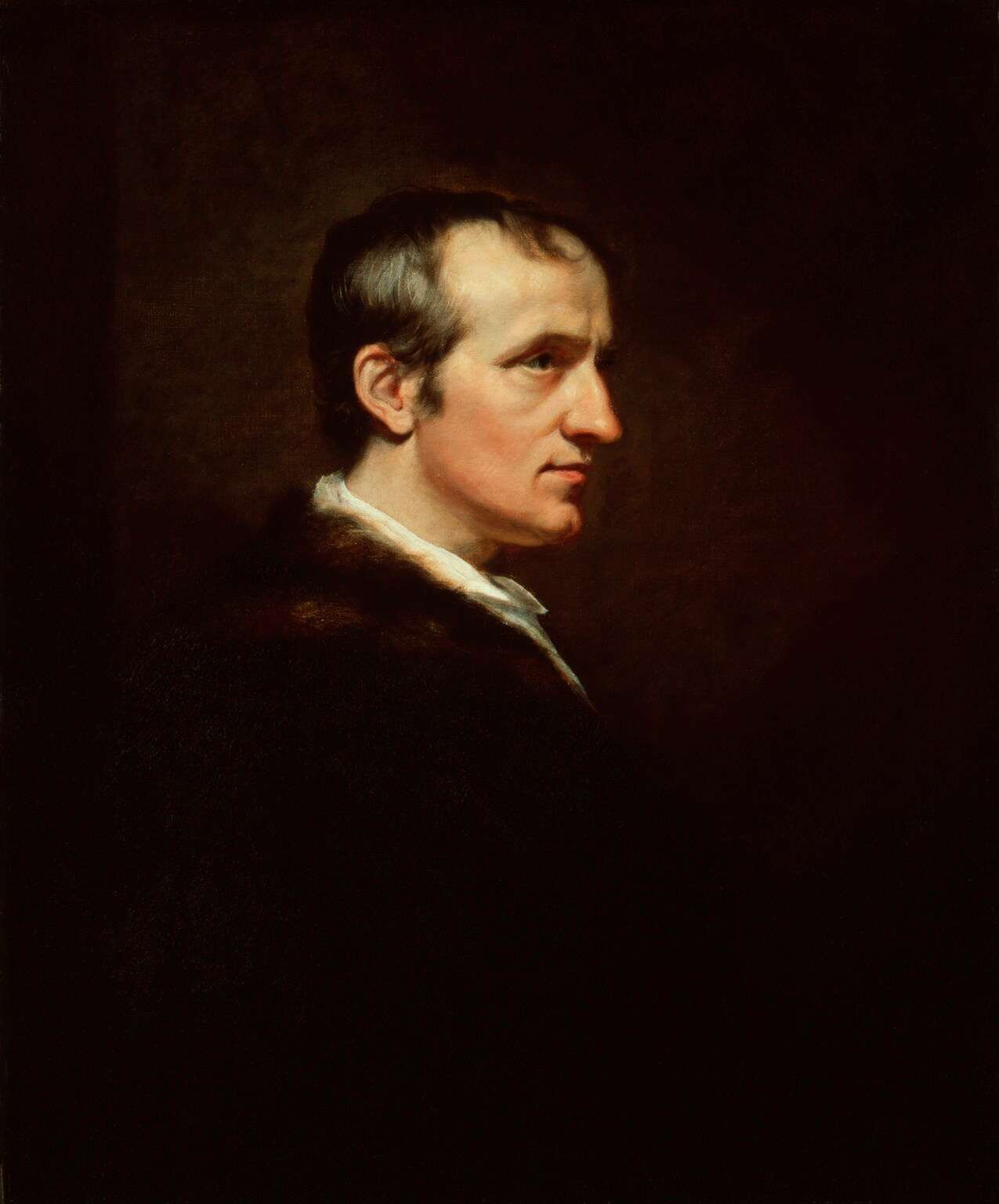
詹姆斯·诺思科特：《威廉·戈德温》，布面油画，1802年，现藏于英国国家肖像馆

追随着伊姆利，沃斯通克拉夫特在1795年4月回到了伦敦，但却遭到了他的拒绝。1795年5月，她企图自杀（可能使用了鸦片酊），不过伊姆利及时地救回了她的性命（但这一点在现今依然不是很明了）。在最后一次试图赢回伊姆利的尝试中，沃斯通克拉夫特甚至前往斯堪的纳维亚替他进行生意谈判，以努力弥补他的一些损失。在这趟冒险的旅程里，沃斯通克拉夫特只带上了年幼的女儿和一名女仆。在写给伊姆利的信件中，她详细地描述了她的旅行以及思考，这些信件的绝大部分后来都被整理成册，并出版在了《瑞典、挪威和丹麦短居书简》（1796年）中。当沃斯通克拉夫特回到英国后，她总算意识到自己与伊姆利的关系已彻底结束了；于是她再次企图自杀，并给伊姆利留下了这一段话：

让我的罪恶与我一起长眠吧！很快，非常快，我便将永远地安宁了。当你看到这段话，我那燃烧的头颅将会十分冰冷……我将投入那泰晤士河，让人们无法把我从自寻死路中拯救出来。愿上帝保佑你！令你永远都无法感受到你对我造成的伤害。让你的感性被永久地唤醒，让懊悔直达你的心际；并让你被生意和肉欲带来的快感所困扰，让我出现在你的面前，成为你背离正直的牺牲品。

她在一个下雨的夜晚出了门，在“让她的衣服被雨淋透，并来来回回地徘徊了约摸半个小时”后，她纵身从普特尼桥上跳入了泰晤士河里，但却被一位陌生人发现并救起。沃斯通克拉夫特曾在理性上仔细考虑了她的自杀行为，并在获救后写成文字：“当死亡的阴影过去，当我被毫无人道地拉回人世间的痛苦时，我只有选择悲伤。但坚定的决心绝不会为失望所阻扰；而我在理性下选择的这一冷静行为，也绝不会发展成为疯狂的尝试。在此方面，我只对自己负责。我并不在意什么名声，在其他情况下我一样会被羞辱。”
渐渐地，沃斯通克拉夫特重新回到了她的写作生活中去，并进入了约瑟夫·约翰逊的小圈子里，还结识了玛丽·海斯、伊丽莎白·英奇博尔德与萨拉·西登斯等人。无政府主义者威廉·戈德温与沃斯通克拉夫特的爱情像是一场漫长的长跑，但最后终于结出了美满的果实。戈德温在阅读了她的《瑞典、挪威和丹麦短居书简》后，他写下了这段话：“如果曾有一本书，能让一个男人爱上它的作者，对我来说便是这本书了。她讲述了她的悲伤，让我们充满了忧郁，并感动得为之动容；与此同时，她还展现出了能让我们由衷钦佩她的天赋。”当沃斯通克拉夫特再次怀孕后，他们决定结婚以让他们的孩子有个合法的名分。他们的结合揭示出了沃斯通克拉夫特从未与伊姆利结婚的事实，并导致她与戈德温失掉了许多朋友。戈德温也遭受了大量的批评，因为他曾在其哲学文集《有关政治正义的询问》中鼓吹废除婚姻制度。1797年3月29日，他们正式结婚，然后搬到了位于伦敦萨默斯镇波利根楼（Polygon）的两间相邻房间中，两人并不住在一起：他们一同在29号房间宴客，但白天分别在不同住所工作，以维续他们的独立生活；他们通常会经过信件进行交流。尽管在不久后，这段生活便会悲剧般地结束，但不可否认，他们在这段时期的生活是幸福美满的，他们的关系亦是十分稳定的。

### 去世与戈德温的回忆录

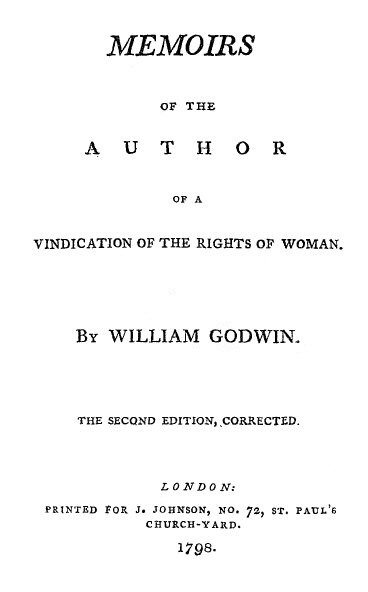
戈德温：《女权辩护作者传》（1798年）

1797年8月30日，沃斯通克拉夫特生下次女玛丽。最初的分娩过程看起来十分顺利，但生产后残留下来的胎盘组织却导致了感染：这在18世纪是十分常见的事。在忍受了几日巨大的痛苦后，沃斯通克拉夫特于9月10日死于败血症。戈德温被这突如其来的灾难打垮了，他在给朋友托马斯·霍尔克罗夫特的信中写道：“我坚信这个世界上并不存在她的平等。我从我们为让对方快乐而改变自己的经历中感受到了这一点。我现在对快乐已全然不报任何希望了。”沃斯通克拉夫特葬於圣潘克拉斯旧教堂的墓地，该处还树立了一座纪念碑。1851年，戈德温死后，外孙女雪莉将他俩的遗体迁往伯恩茅斯，与他们的爱女一同长眠地下。
沃斯通克拉夫特她的墓碑上写着：“玛丽·沃斯通克拉夫特·戈德温，《女权辩护》的作者：生于1759年4月27日：亡于1797年9月10日。”
1798年1月，戈德温出版了《女权辩护作者传》。尽管戈德温的是带着爱意与同情心展现出沃斯通克拉夫特的真实一面的，但许多读者却为他透露出的内容感到震惊：她的私生女、她的恋爱以及她曾打算自杀的企图。浪漫主义诗人骚塞谴责戈德温“享受着把他死去的妻子剥个精光的快感”；另外，还出现了《无性别的女性》这样的恶意讽刺的作品。在戈德温的回忆录中，沃斯通克拉夫特被描述成一个深陷感性之中而需要用他的理性来平衡的人；此外，与她个人的作品相比，戈德温还夸大了她在宗教上的怀疑主义。戈德温对沃斯通克拉夫特的描述影响了整个十九世纪对她的看法，在当时的一些诗作中也体现出了这一点，譬如英国诗人罗伯特·勃朗宁的《沃斯通克拉夫特与菲斯利》（Wollstonecraft and Fuseli）一诗：
你的一生都命运坎坷

从女儿、姐姐、母亲、朋友到妻子；

坎坷的命运陪伴你至死亡呵，

再让戈德温这铁石心肠的人来哀悼你。

## 主要思想

### 提倡教育
沃斯通克拉夫特反对只有男性可以接受国民教育。她说：“为了主张女性权利，我的主要论证基于一个简单原则：假如女性未能接受教育成为男性的伴侣，她就会停止在知识和美德方面的进展。”但是在主张女性权利方面，尚且停留在成为男性更好地伴侣来要求女性接受国民教育。斯宾塞在谈到教育时，提及“德智体”的三方面发展，而在沃斯通克拉夫特这里只有前两者。此外，她还要求女性权力的合法化。

#### 對教育的主張
沃斯通克拉夫特認為國家應辦理國民教育，將寄宿學校與私人教育整合，辦理「日間學校」，白天在學校學習，晚上則回家，去除寄宿學校可能養成貪吃、邋遢、期待假期而不安定感等缺點，達成與同儕相處和激發獨立思考能力而非直接給予答案的教學模式。同時，在各年齡層的日間學校中，五歲到九歲的孩子應免費就學而不分階級，讓男孩與女孩接受相同的教育和規則，培養平等的概念。九歲之後，男孩女孩到適合自己人生目標的學校就讀，上午課程相同，而下午女生可以去學習縫紉，富貴子弟可以去研讀科學、歷史或政治學。
在這樣的教育體制下，沃斯通克拉夫特認為會因相互理解而導致早婚的現象，但這會對身體及德性產生非常好的影響，沃斯通克拉夫特以一位已婚公民與一位花花公子做比較，花花公子畏懼結婚，因為害怕不能混日子與享樂。假設兩性之間已經建立起一定程度的平等，這樣的教育體制能讓男孩遠離放蕩的生活，而女孩也不再軟弱。

#### 關於女性教育的看法
沃斯通克拉夫特主張應重視長久以來被忽視的女子受教權，教育體制的改革將可促進男女間的平等與社會共同的福祉，社會不應該把「人」與「女人」區分開來，她捍衛的女性教育是身為一個「人」所應有之權利。在《女權辯護》中，沃斯通克拉夫特便曾言：「我認為最完美的教育是運用理性來強化身體與心靈。」
若女性不能接受教育和得到平等地位的話，那麼人類的知識就會停滯，因為世界上有一半的人是女性，當兩性擁有同等受教權後，有機會追尋到更多真理。此外，假如女性因缺乏理性思考而不了解德性、職責及其帶來的好處時，無法期待女性會跟男性一樣去追尋美德而達成女性的義務。與此同時，母親是孩子的教師，要想孩子理解愛國的真締，其母必須是愛國者，母親應有啟發孩子的理性之責，而不具備理性的母親無法引導孩子。

### 女性權利
沃斯通克拉夫特認為女性應該擁有自由和經濟權，如此才能成為一個毋須依附男性的獨立個體，而男性本來就被期許擁有的權利也能及於女性。沃斯通克拉夫特希望女性成為良好公民、善盡責任後，男性就應給予更多的法律保障，例如讓女性擁有國會席次。
沃斯通克拉夫特在《女权辩护》一文中明確提出社會該如何對待女性，而女性之所以無法得到應有的權利是因為父權的壓迫與教育所導致，並提點女性應當明瞭此狀況而避免，且呼籲男性應與女性一同分享權利。
沃斯通克拉夫特認為男性使女性無所事事而缺少美德，又要求其成為一位慈愛的母親、賢淑的妻子而不給予保障，同時取笑女性的心胸狹窄、不懂世事，可謂十分矛盾。她認為女性可以學習任何技藝，可以成為醫生的得力助手、對文學作出評論和參與政治等，但她們卻不具備這些權利。假若女性變得理智、在社會上有所磨練並受到良好的教育，便能擁有美德，進而做到妻子與母親應盡的義務，懂的對國家和丈夫忠貞，懂的照顧並教養孩童，整個社會也因此變得和諧。為此她指出：「讓女性分享權利，她們就會在品德上盡力向男性看齊。」、「只要男性願意慷慨地解除對於女性的束縛，並且滿足於和有理性的伴侶相處，而不再尋求奴隸般的順服，他們將會發現我們可以成為更加規矩的兒女、更加熱情的姐妹、更加忠誠的妻子以及更明智的母親，總而言之，更好的公民。」

### 女性無權的害處
沃斯通克拉夫特認為女性若無法參與法律和政治上的事務，無所事事的她們將過於重視感性，當缺乏理性邏輯而無思想的女性成為了母親，無法教育出資質突出的孩童，女孩將步上缺乏美德和理性的後塵，男孩則將無所作為。如此代代相傳，女性的心智被忽略，無法達成男性期待她們應盡的義務，男性又更加貶低女性的存在，如此惡性循環，社會將無法進步。
沃斯通克拉夫特也在回應《對法國大革命的反思》的作者埃德蒙·伯克時指出，女性未接受良好的教育導致她們變得粗惡鄙俗，並以此暗諷男性在社會上的專制造成的結果。

### 两性观
沃斯通克拉夫特认为女性作为男性的女儿、妻子、母亲，她们的道德品行应该由他们履行这些简单责任的态度来衡量；但是努力的最终目的应该是要表现她们自己的才能，以获取自觉美德的尊严。与此同时，她不耻将女性体力上的弱势当成博取丈夫同情的手段。她认为男人的这种自大感被此满足。

### 两性的差异
沃斯通克拉夫特认为在自然法则上，体力是两者一大明显的差异。她还看到了男性对“男性化的女性”的反对，以此来压制女性争取平等。

### 理性、美德与知识
对理性和知识的强调是西方启蒙运动以来的重要思潮，沃斯通克拉夫特也不例外，她将理性作为知识和美德的基础。对于“理性”，她直言“据我的了解，真理对男女都是一样的”，认为理性并无两性之别。

## 主要作品

### 教育著作

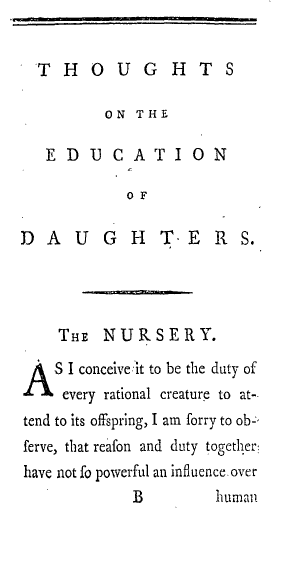
《女教论》（1787年）第一版卷首

沃斯通克拉夫特早期的大部分作品都围绕于教育主题。她曾辑录过一本面向年轻女性的文学摘选《女性读者》（The Female Reader），并翻译了两部童书：玛丽亚·海特勒伊达·范德韦肯·德康邦的《小格兰迪森》（Young Grandison）与克里斯蒂安·扎尔茨曼的《道德素质》。另外，她自己的著作也涉及过这一主题。在她的行为手册《女教论》（1787年）与童书《真实生活的原创故事》（1788年）中，她提倡要通过教育来让儿童拥有新兴中产阶级的特质：自律、诚实、节俭和知足。受17世纪重要教育哲学家约翰·洛克的思想的影响，沃斯通克拉夫特还在两本书中特意强调了儿童接受理性教育的重要性。但是，对宗教信仰与先天感性的强调区分了他们两人的作品，并将她的作品与流行于18世纪末的感性讨论相互连接了起来。两本书还提倡了女性的教育——在当时是一个富于争议性的话题：这一话题贯穿了她的整个写作生涯，并在《女权辩护》一书中达到顶点。沃斯通克拉夫特认为，受到良好教育的女性将能够成为好的妻子与母亲，并最终为国家作出贡献。

### 《辩护》

#### 《人权辩护》（1790年）

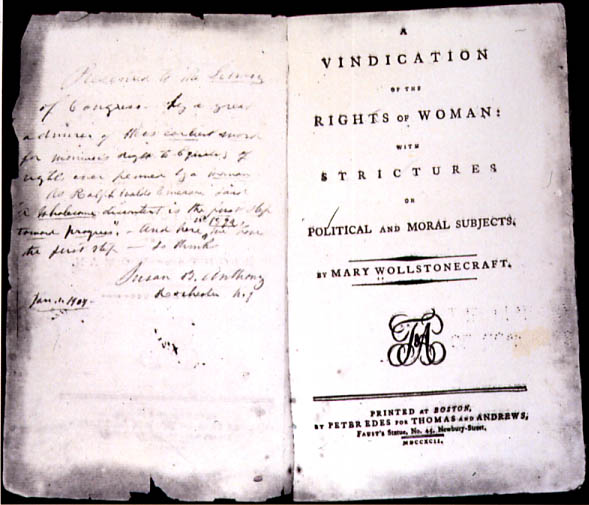
《女权辩护》（1792年）美国版第一版封面

1790年，埃德蒙·伯克发表了《对法国大革命的反思》一书，为君主立宪制、贵族统治与英国国教进行辩护。不久后，沃斯通克拉夫特发表了《为人权辩护》予之以反击，她在书中对贵族统治进行了抨击，并提倡共和主义。在这场以小冊子为媒介展开的论战里，她是第一个发表回应的人。而在这些回应中，要数托马斯·潘恩的《人的权利》对改革派与激进派最具号召力。后来，这些小册子都被收录到了《革命论战》一书中。
沃斯通克拉夫特不仅针对君主政体与世袭特权进行了抨击，还针对伯克用作辩护的语言进行了批评。在《反思》中的一段著名的文字里，伯克哀叹道：“我想到了千万把利剑从剑鞘中飞出，哪怕是一瞥眼的蔑视都要复仇，这是用侮辱来对她（指玛丽·安托瓦内特）的恐吓。——然而，骑士的时代已然过去。”绝大多数伯克的批评者认为，这是对法国王后矫饰的怜悯——是一种把责任推给他人的怜悯。而沃斯通克拉夫特在她的回应中，独一无二地对伯克使用的性别区分的语言进行了批评。在伯克的《崇高与美的哲学探索》（1756年）中，他第一次确立了崇高与美丽这些术语。沃斯通克拉夫特通过重新定义这些术语，在抨击其辩术的同时亦对他的论点进行了批驳。在伯克的定义中，他将美丽视作软弱与阴柔，把崇高看成与强大和阳刚；沃斯通克拉夫特提出了与其不同的定义来反驳他，并认为伯克扭曲的描述导致他的读者——普通公民——变成了爱四处炫耀的柔弱女性。在其第一篇明确的女权主义评论文中，沃斯通克拉夫特批评伯克将其辩论的观点建基于女性处于被动的不平等社会上。学者克劳迪娅·约翰逊认为，这篇评论文还没有完全超越其好辩的本性。
在她关于共和主义美德的论点中，沃斯通克拉夫特借用了新兴中产阶级的精神特质，来反对她看来罪恶的贵族教条。受启蒙时代思想家的影响，她相信时代的进步，并嘲笑伯克躺在传统与习惯上而不思进取。她赞成理性，指出伯克的体系会导致奴隶制度的延续，因为他提倡继承的是祖先的传统。她为此描述了一个无忧无虑的乡下生活，每个家庭都拥有能满足自己需求的田地。沃斯通克拉夫特描述出了其乌托邦式的社会图景，并通过比较来说明了她所描述的才是真正的感受，而伯克的则是虚情假意。
《人权》一书是沃斯通克拉夫特第一部公开的政论作品，也是她的第一部女权主义作品；如约翰逊总结的那样：“在写作《人权》的后一部分时，她发现这个话题将成为她以后写作生涯里的主题”。这部作品让她成为了一位知名的作家。

#### 《女权辩护》（1792年）
《女权辩护》是女权主义哲学最早的一批作品之一。 在这本書裡，沃斯通克拉夫特认为女性的教育程度应当相称于她们的社会地位，主张女性是国家的必要成分，因为女性教育了她们的子女，并能够成为其丈夫的“伴侣”而远不仅是妻子。沃斯通克拉夫特还主张：作为人类的女性应当享有与男性相同的基本权利，而不应被视作社会的装饰品或成为婚姻交易中的财产。她还在《女权》中用了大量的篇幅去反驳行为手册作者詹姆斯·福代斯和约翰·格雷戈里与教育哲学家卢梭等人提出的女性无需理性教育的观点。（卢梭的这一著名论点出现在1762年的《爱弥儿》一书中，他认为女性应为了取悦于男性而受到教育。）
沃斯通克拉夫特认为当时的许多女性都十分愚蠢和肤浅（她在其文中称她们为“哈巴狗”和“玩具”），但同时也认为，这并非出自先天性的不足，而是由于男性拒绝为她们提供教育造成的。沃斯通克拉夫特意图描绘出贫乏的教育给女性带来的局限性；她写道：“女性从幼年时代开始就被教导：美貌是女人的权杖，因而心灵要为身体塑造自己；心灵只能在它的镀金鸟笼里徜徉漫步，并且只能努力去赞美它的牢笼”她暗示说，如果没有鼓励年轻女性将注意力集中于美丽和外表的成就上，她们将会取得更多的成就。
虽然沃斯通克拉夫特的确呼吁了特别是在生活领域，譬如道德上的性别平等，但她并没有明确指出男女就是平等的。而她曾经指出的，是在上帝眼中无男女之别。不过，沃斯通克拉夫特的平等观点却与她对男性在力量与勇气上拥有的优越地位的敬重相对立。在以下这段著名的文字中，她模棱两可地写道：“请不要因此下结论说，我希望颠倒万事万物的秩序。我早就已经承认，从身体的构造上来看，上帝似乎是为了让男人获得更大程度的美德而将男人创造出来的。我所说的是整个男性共同体，但是我找不出任何理由来作出结论，说男人的品德在本质上应该是存在差异的。事实上，假如品德只有一个永恒不变的标准，那么怎样对男人品德的性质作出区分呢？因此，如果我相应而生地得出结论，我一定会坚定地认为，所有男人的美德都存在一个同样的简单方向，如同我坚持认为上帝只有一个一样。”她在性别平等上的这种暧昧态度让后人很难将她归入现代女权主义者的行列，特别是当她在书中提到的文字与观点对她来说是遥不可及之时。
在《女权》中，沃斯通克拉夫特针对虚伪泛滥的感性（特别是当时的女性所带有的）进行了十分严厉的批评。她认为屈从于感性的女性“就连瞬息而逝的情感也会使得她们的内心波动不已”；且因为这样的女性是“她们的感官的牺牲品”，故她们不能进行理性的思考。她认为，实际上，她们不但对自己造成了伤害，她们还对整个文明造成了伤害：她们不能像18世纪流行观点所认为的那样让文明走向高雅，而会让文明走向毁灭。沃斯通克拉夫特并不认为理性与感性应相互独立发挥作用，而认为它们应相辅相成。
除了广泛的哲学辩论外，沃斯通克拉夫特还为国民教育勾勒出了具体的计划。在《女权》的第十二章“论国民教育”中，她呼吁所有的儿童都应在“乡下的走读学校”进行学习，同时“为了激发他们热爱家庭和家庭乐趣”还应该在家庭中接受教育。她还主张学校教育应该男女同校，认为成年男女的婚姻是“社会的纽带”，他们也应“依照同一模式接受教育”。
《女权》在许多方面都受到资产阶级世界观的影响。沃斯通克拉夫特将处于中间阶层的中产阶级称作是“最能表现出（其）本来面目”的人。她亦频繁地赞美谦逊与勤奋，并抨击贵族统治的无用性。但是，沃斯通克拉夫特卻没有同时表现出对穷人的同情心；举例而言，在她的国民教育方案中，她认为，在9歲之后，窮人的子女應該與有才氣的年輕人區分開来，也應該與富人分開接受教育。

### 小说

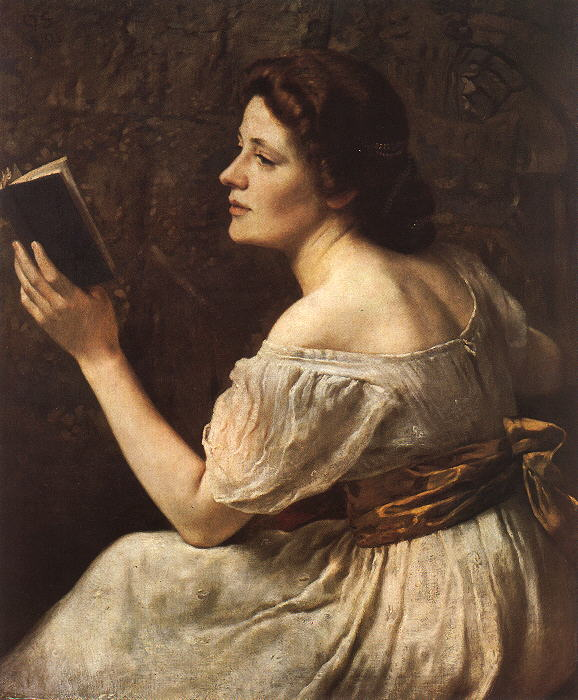
奥托·斯科德勒：《读书的少女》（1883年）；在《玛丽》与《玛丽亚》两部小说中，沃斯通克拉夫特批评了将自己想象成多情女主角的女性

在沃斯通克拉夫特的两部小说中，她都对婚姻的家长式制度及其对女性造成的恶果进行了批评。在她的第一部小说《玛丽：一篇小说》（1788年）中，同名的女主角因为经济上原因，而被迫与一名男性结成无爱情的婚姻；她通过两场婚外情得到其对爱情的满足：一场是与一位女性，另一场是与一位男性。《玛丽亚：女人的受罪》（1798年）是沃斯通克拉夫特的一部未完成的遗作，并通常被认为是她最彻底的女权主义作品，整部小说围绕着一位被其丈夫关在精神病院的女性展开；与前作的玛丽一样，玛丽亚也在婚姻之外寻求满足，与一位同室的伙伴展开了一段爱情，还同一位照顾她的人建立了友谊。沃斯通克拉夫特的小说都没有描写美满的婚姻，但她在《女权》中提到了这种婚姻关系。在《玛丽》的结尾，女主角认为自己会“去往不结婚的世界”据此推测，小说未描写的后续情势应该会向好的方向发展。
沃斯通克拉夫特的两篇小说还都对感性进行了批判。在18世纪末的欧洲，感性是道德哲学和美学上的一个流行话题。《玛丽》其本身就是一部关于感性的小说，而沃斯通克拉夫特也正是希望通过对感性风格修辞的使用来反对感性主义其本身：她认为感性主义对女性造成了损害，因为它鼓励她们去依赖自己过度的情感。在《玛丽亚》中，受到小说中有害描述的影响，女主角将自己放任在对爱情的幻想之中。
女性之间的友谊是沃斯通克拉夫特两部小说的中心。在《玛丽亚》中，玛丽亚与在精神病院照顾她起居的女仆Jemima建立了友情，这在历史上具有十分重大的意义。这段友情起源于母性引发的同情心，这段上下阶层女性结成的友谊是女权主义文学史上的第一次。另外，这还暗示了一个超越阶级的论点，意即不同经济地位的女性因其为女性而拥有相同的兴趣。

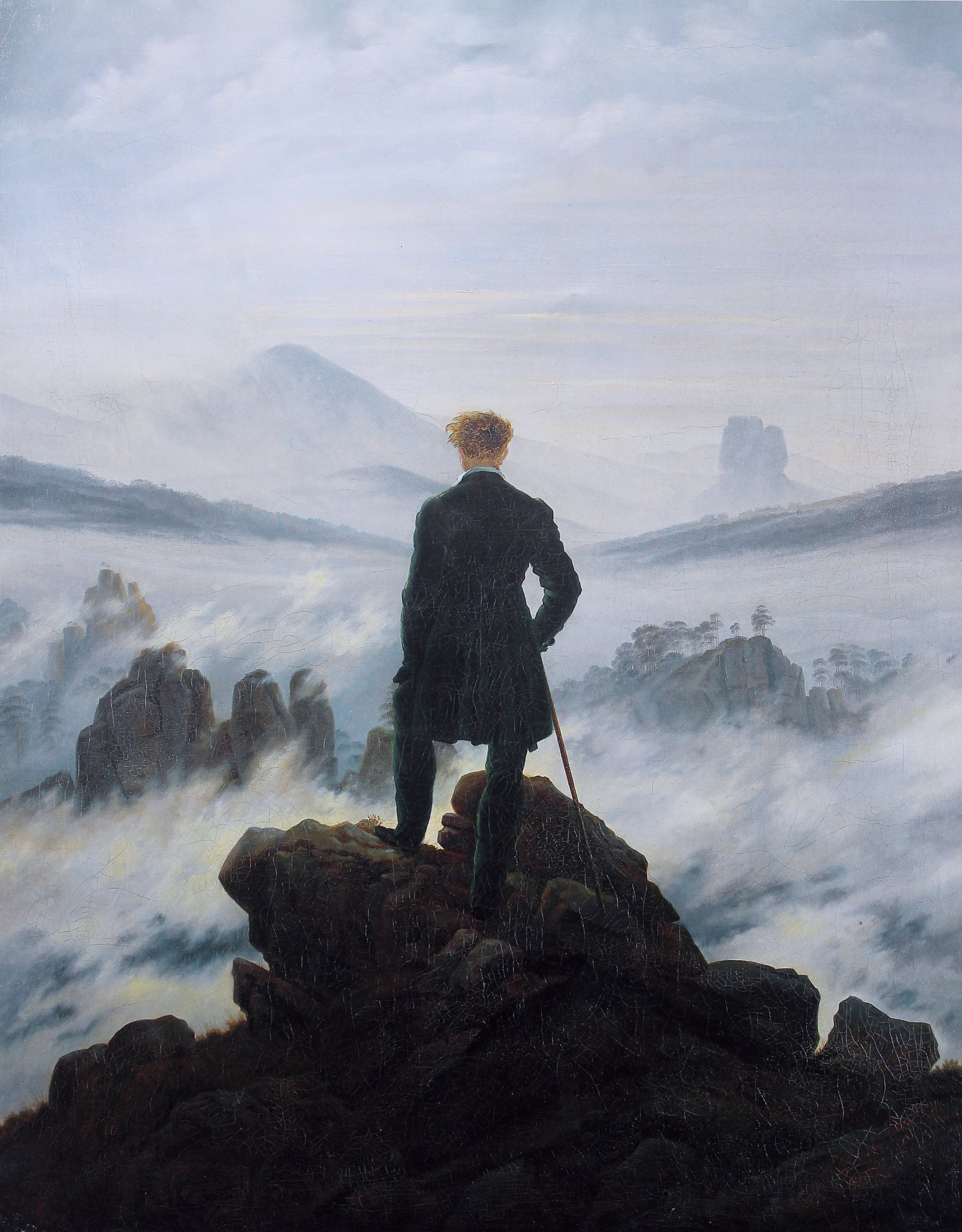
卡斯帕·弗里德里希：《雾海上的旅人》（1818年）；对崇高的刻画

### 《瑞典、挪威和丹麦短居书简》（1796年）
《瑞典、挪威和丹麦短居书简》是沃斯通克拉夫特亲历的一次旅行的记录。这25封信涵盖了非常广泛的主题，从对斯堪的纳维亚半岛及其民族的社会反思，到对个人身份的哲学探究，及到她与伊姆利（但在信中并没有提到他的名字）之间关系的沉思。通过对崇高辩术的使用，沃斯通克拉夫特探索了个人与社会之间的关系。因受卢梭的强烈影响，《短居书简》中探讨了与《一个孤独漫步者的遐思》（1782年）相似的主题：“对人类愉悦源头的搜寻，对物质财产的高度排斥，醉心于拥抱自然，并探索情感在洞察力上发挥的必要功能”。虽然卢梭对社会表现出了高度的排斥，但沃斯通克拉夫特却在其文字中肯定了当时的国家局势以及工业的进步。
沃斯通克拉夫特提倡个人主观的经验，特别是与自然相关的经验。另外，她还特别探索了崇高与感性之间的关系。她的许多信件中都提到斯堪的纳维亚半岛激动人心的景色，她希望自己能与大自然建立一种情感上的联系。因此，她在其信件中表现出了比她以前的作品更为丰富的想象力。在她之前的作品中，她对妇女的解放与受教育的权利表示支持。不过，与其早期作品不同的是，她通过比较充满想象力的世界和充满商业与利益谋取的世界，从而举例说明了商业对社会的有害影响：而这也是她对自己与伊姆利之间关系的看法。
《短居书简》是沃斯通克拉夫特在1790年代最受欢迎的书——十分畅销且绝大多数评论家都给出了正面的评价。戈德温曾写道：“如果曾有一本书，能让一个男人爱上它的作者，对我来说便是这本书了。”另外，《短居书简》的主题和审美观还影响到了威廉·华兹华斯与柯尔律治等浪漫主义诗人。

## 作品列表
以下为玛丽·沃斯通克拉夫特作品的完整列表；所有作品都只列出第一版，如无特殊说明则均由沃斯通克拉夫特所著。
- 玛丽·沃斯通克拉夫特.  [女教论]. 伦敦: 约瑟夫·约翰逊（英语：Joseph Johnson (publisher)）. 1787 （英语）.
- 玛丽·沃斯通克拉夫特.  [玛丽：一篇小说（英语：Mary: A Fiction）]. 伦敦: 约瑟夫·约翰逊. 1788 （英语）.
- 玛丽·沃斯通克拉夫特.  [真实生活的原创故事（英语：Original Stories from Real Life）]. 伦敦: 约瑟夫·约翰逊. 1788 （英语）.
- 雅克·内克尔.  [宗教观点的重要性]. 玛丽·沃斯通克拉夫特 译. 伦敦: 约瑟夫·约翰逊. 1788 （英语）.
- 玛丽·沃斯通克拉夫特.  [女性读者]. 伦敦: 约瑟夫·约翰逊. 1789 （英语）.
- de Cambon, Maria Geertruida van de Werken.  [小格兰迪森]. 玛丽·沃斯通克拉夫特 译. 伦敦: 约瑟夫·约翰逊. 1790 （英语）.
- 克里斯蒂安·戈特希尔夫·扎尔茨曼（英语：Christian Gotthilf Salzmann）.  [道德素质]. 玛丽·沃斯通克拉夫特 译. 伦敦: 约瑟夫·约翰逊. 1790 （英语）.
- 玛丽·沃斯通克拉夫特.  [为人权辩护——致埃德蒙·伯克阁下的一封信]. 伦敦: 约瑟夫·约翰逊. 1790 （英语）.
- 玛丽·沃斯通克拉夫特.  [女權辯護——关于政治和道德问题的批评]. 伦敦: 约瑟夫·约翰逊. 1792 （英语）.
- 玛丽·沃斯通克拉夫特.  [关于女性性别角色的普遍看法，并严格限制格里高利博士对女儿的遗产]. 新年度注册（英语：New Annual Register）. 1792: 457－466 （英语）.（来自《女权》）
- 玛丽·沃斯通克拉夫特.  [法国大革命起源和进展的历史观和道德观]. 伦敦: 约瑟夫·约翰逊. 1794 （英语）.
- 玛丽·沃斯通克拉夫特.  [瑞典、挪威和丹麦书简（英语：Letters Written in Sweden, Norway, and Denmark）]. 伦敦: 约瑟夫·约翰逊. 1796 （英语）.
- 玛丽·沃斯通克拉夫特.  [诗歌和我们对自然美的津津乐道]. 每月刊（英语：Monthly Magazine）. 1797-04 （英语）.
- 玛丽·沃斯通克拉夫特.  [玛丽亚：女人的受罪（英语：Maria: or, The Wrongs of Woman）]. 威廉·戈德温  (编).  [女权辩护作者遗稿集]. 伦敦: 约瑟夫·约翰逊. 1798 （英语）.（未完成的遗作）
- 玛丽·沃斯通克拉夫特.  [范妮的屈服]. 威廉·戈德温  (编).  [女权辩护作者遗稿集]. 伦敦: 约瑟夫·约翰逊. 1798 （英语）.（遗作；部分内容写作于1787年）
- 玛丽·沃斯通克拉夫特.  [关于法国当今人物的一封信]. 威廉·戈德温  (编).  [女权辩护作者遗稿集]. 伦敦: 约瑟夫·约翰逊. 1798 （英语）.（遗作，写作于1793年）
- 玛丽·沃斯通克拉夫特.  [关于婴儿养育的信件残稿]. 威廉·戈德温  (编).  [女权辩护作者遗稿集]. 伦敦: 约瑟夫·约翰逊. 1798 （英语）.（未完成的遗作）
- 玛丽·沃斯通克拉夫特.  [课程]. 威廉·戈德温  (编).  [女权辩护作者遗稿集]. 伦敦: 约瑟夫·约翰逊. 1798 （英语）.（未完成的遗作）
- 玛丽·沃斯通克拉夫特.  [心得]. 威廉·戈德温  (编).  [女权辩护作者遗稿集]. 伦敦: 约瑟夫·约翰逊. 1798 （英语）.（遗作，尚未开始写作的《女权辩护》第二部的笔记）
- 玛丽·沃斯通克拉夫特.  [对《分析评论》杂志的供稿]. 1788－1797 （英语）. （匿名发表）

## 对后世的影响
学者科拉·卡普兰（Cora Kaplan）认为，沃斯通克拉夫特的生活方式让后世感到好奇：“对一个擅长诸多风格的激进主义作者而言……在最近的四分之一个世纪里，沃斯通克拉夫特的生活要比她的作品受到更多的关注”在戈德温的回忆录带来的负面影响逐渐消逝后，沃斯通克拉夫特的名声依然在谷底徘徊了将近一个世纪。在她死后不久，便遭受到了来自于作家玛利亚·埃奇沃思等多人的嘲讽：埃奇沃思在她的小说《贝琳达》中，以沃斯通克拉夫特为原型塑造了一名时常“异想天开”的角色哈丽雅特·弗里克（Harriet Freke）。而其他的小说家，例如玛丽·海斯、夏洛特·史密斯、弗朗西斯·伯尼和简·韦斯特亦都虚构了一些相似的角色，并均在其读者眼里将之塑造成为“道德的教训”。如同一位研究沃斯通克拉夫特的学者弗吉尼亚·萨皮罗所澄清的那样，在19世纪几乎没有人去阅读沃斯通克拉夫特的作品，因为“攻击她的人曾暗示或明指，有自尊心的女性绝不会去阅读她的作品”。在那个时候，只有一位美国早期的女权主义者柳克丽霞·莫特受到了沃斯通克拉夫特作品的影响。据萨皮罗所述：“在20世纪以前，除了那位曾认真阅读过沃斯通克拉夫特遗作的柳克丽霞·莫特外，还没有任何迹象表明谁人曾在女性或女权的历史中扮演过关键的角色。”但是，随着现代女权主义运动的出现，彼此之间政见不同的女性，譬如弗吉尼亚·吴尔夫与爱玛·戈尔德曼，都愿意去拥抱沃斯通克拉夫特的生活经历，并都愿意赞美她的“生活体验”，就犹如吴尔夫在她的一篇著名杂文中提到的那样。批评沃斯通克拉夫特的生活方式与作品的声音依然存在，但已逐渐式微。
随着1960年代到1970年代学术界对女权主义的批判的浮现，沃斯通克拉夫特的作品再次成为关注的焦点。它们的命运也反应在了女权主义运动本身上；举例而言，在1970年代早期，沃斯通克拉夫特的6位主要传记作者认为，她“集富于激情的生活与激进而理性的行为于一体”在1970年代女权主义的主张“个人即政治”中，被认为是自相矛盾而引人注目的沃斯通克拉夫特并不占多大的分量。到了1980年代到1990年代，沃斯通克拉夫特的另一面被逐渐展现在了人们眼前，其中，她更多地被描述为其时代的产物；克劳迪娅·约翰逊、加里·凯利与弗吉尼亚·萨皮罗等学者从感性、经济和政治学说等方面论证了沃斯通克拉夫特的思想与同一时代的其他重要思想的连续性。
在2000年代，沃斯通克拉夫特的作品还对学院以外的女权主义产生了影响。女权主义者阿亞安·希爾西·阿里在批评伊斯兰教对女性的相关规定时，在其文章中引用了《女权》一书，写到她“受到女权主义的先驱思想家玛丽·沃斯通克拉夫特的鼓舞：沃斯通克拉夫特告诉女性，她们拥有与男人一样的能力，并应该享有相同的权利”。

### 重要作品
- 玛丽莲·巴特勒（英语：Marilyn Butler） (编).  [伯克、潘恩、戈德温与大革命论战]. 剑桥: 剑桥大学出版社. 2002. ISBN 978-0-521-28656-5 （英语）.
- 玛丽·沃斯通克拉夫特. 珍妮特·托德（英语：Janet Todd） , 编.  [玛丽·沃斯通克拉夫特书信集]. 纽约: 哥伦比亚大学出版社. 2003. ISBN 978-0-231-13142-1 （英语）.
- 玛丽·沃斯通克拉夫特. 珍妮特·托德; 玛丽莲·巴特勒 , 编.  [玛丽·沃斯通克拉夫特作品全集] 共7卷. 伦敦: 皮克林和查托出版社（英语：Pickering & Chatto Publishers）. 1989. ISBN 978-0-8147-9225-4 （英语）.
- 玛丽·沃斯通克拉夫特. D.L. Macdonald; Kathleen Scherf , 编.  [男权和女权的辩护]. 多伦多: Broadview Literary Texts. 1997. ISBN 978-1-55111-088-2 （英语）.
- 玛丽·沃斯通克拉夫特. . 王瑛 译 第1版. 北京: 中央编译出版社. 2006-10. ISBN 978-7-80109-794-1.

### 传记
- 埃莉诺·弗莱克斯纳（英语：Eleanor Flexner）.  [玛丽·沃斯通克拉夫特传]. 纽约: 科沃德、麦肯和乔希根（英语：G. P. Putnam's Sons）. 1972. ISBN 978-0-698-10447-1 （英语）.
- 威廉·戈德温. 帕梅拉·克莱米特（英语：Pamela Clemit）; 吉娜·卢里亚·沃克（英语：Gina Luria Walker） , 编.  [女权辩护作者传]. 彼得伯勒: Broadview Press Ltd. 2001. ISBN 978-1-55111-259-6 （英语）.
- 玛丽·海斯（英语：Mary Hays）,  [沃斯通克拉夫特回忆录], Annual Necrology［年度讣闻］ (1797－1798年): 411－460页 （英语）
- 威廉·圣克莱尔（英语：William St Clair）.  [戈德温与雪莱家庭传]. 纽约: W·W·诺顿公司. 1989. ISBN 978-0-8018-4233-7 （英语）.
- 艾米丽·桑斯坦（英语：Emily W. Sunstein）.  [另一面：玛丽·沃斯通克拉夫特的一生]. 波士顿: 小布朗公司（英语：Little, Brown and Company）. 1975. ISBN 978-0-06-014201-8 （英语）.
- 珍妮特·托德（英语：Janet Todd）.  [玛丽·沃斯通克拉夫特：革命的一生]. 伦敦: 魏登菲尔德和尼科尔森. 2000. ISBN 978-0-231-12184-2 （英语）.
- 克莱尔·托马林（英语：Claire Tomalin）. Rev. , 编.  [玛丽·沃斯通克拉夫特的生活与她的逝世]. 纽约: 企鹅兰登书屋. 1992. ISBN 978-0-14-016761-0 （英语）.
- Wardle, Ralph M.  [玛丽·沃斯通克拉夫特：评论传记]. 林肯: 内布拉斯加大学出版社（英语：University of Nebraska Press）. 1951 （英语）.

### 其他第二手作品
- Conger, Syndy McMillen.  [玛丽·沃尔斯通克拉夫特与感性语言]. Rutherford: 费尔利·狄金森大学出版社（英语：Fairleigh Dickinson University Press）. 1994. ISBN 978-0-8386-3553-7 （英语）.
- Falco, Maria J.  [玛丽·沃斯通克拉夫特的女权主义解释]. University Park: 宾州大学出版社（英语：Penn State University Press）. 1996. ISBN 978-0-271-01493-7 （英语）.
- Favret, Mary.  [浪漫书信：妇女、政治与文字小说]. 剑桥: 剑桥大学出版社. 1993. ISBN 978-0-521-41096-0 （英语）.
- Janes, R.M.  [论玛丽·沃斯通克拉夫特的《捍卫妇女权利》]. 思想史期刊（英语：Journal of the History of Ideas）. 1978, (39): 293–302 （英语）.
- 克劳迪娅·约翰逊（英语：Claudia L. Johnson）.  [模棱两可的存在：1790年代的政治、性别和感性]. 芝加哥: 芝加哥大学出版社. 1995. ISBN 978-0-226-40184-3 （英语）.
- Jones, Chris. 克劳迪娅·约翰逊 , 编.  [玛丽·沃斯通克拉夫特那些《辩护》和它们的政治传统]. The Cambridge Companion to Mary Wollstonecraft. 剑桥: 剑桥大学出版社. 2002. ISBN 978-0-521-78952-3 （英语）.
- Jones, Vivien. 克劳迪娅·约翰逊 , 编.  [玛丽·沃斯通克拉夫特和建议与指导文献]. The Cambridge Companion to Mary Wollstonecraft. 剑桥: 剑桥大学出版社. 2002. ISBN 978-0-521-78952-3 （英语）.
- Kaplan, Cora. 克劳迪娅·约翰逊 , 编.  [玛丽·沃斯通克拉夫特的声望与遗产]. The Cambridge Companion to Mary Wollstonecraft. 剑桥: 剑桥大学出版社. 2002. ISBN 978-0-521-78952-3 （英语）.
- Kaplan, Cora.  [潘多拉魔盒：社会女权主义批评中的主体、阶级和性]. Sea Changes: Essays on Culture and Feminism. 伦敦: 维索图书. 1986. ISBN 978-0-86091-151-7 （英语）.
- Kaplan, Cora.  [狂野之夜：快乐/性/女权主义]. Sea Changes: Essays on Culture and Feminism. 伦敦: 维索图书. 1986. ISBN 978-0-86091-151-7 （英语）.
- Kelly, Gary.  [革命女权主义：玛丽·沃斯通克拉夫特的思想和事业]. 纽约: 圣马丁出版社. 1992. ISBN 978-0-312-12904-0 （英语）.
- Myers, Mitzi.  [无可挑剔的女教师、理性的女士和道德的母亲：玛丽·沃斯通克拉夫特与格鲁吉亚儿童读物中的女性传统]. 儿童文学（英语：Children's Literature (journal)）. 1986, (14): 31–59 （英语）.
- Myers, Mitzi. Syndy Conger Mcmillen , 编.  [感性与“理性漫步”：作为文化批判的玛丽·沃斯通克拉夫特文学评论]. Sensibility in Transformation: Creative Resistance to Sentiment from the Augustans to the Romantics. Rutherford: 费尔利·狄金森大学出版社. 1990. ISBN 978-0-8386-3352-6 （英语）.
- Myers, Mitzi.  [沃斯通克拉夫特的《瑞典……书简》：走向浪漫自传]. 十八世界研究（英语：Eighteenth-Century Studies）. 1979, (8): 165–85 （英语）.
- 玛丽·波维（英语：Mary Poovey）.  [正面的女士和女作家：玛丽·沃斯通克拉夫特、玛丽·雪莱和简·奥斯丁作品中作为风格的意识形态]. 芝加哥: 芝加哥大学出版社. 1984. ISBN 978-0-226-67528-2 （英语）.
- Richardson, Alan. 克劳迪娅·约翰逊 , 编.  [玛丽·沃斯通克拉夫特关于教育]. The Cambridge Companion to Mary Wollstonecraft. 剑桥: 剑桥大学出版社. 2002. ISBN 978-0-521-78952-3 （英语）.
- 弗吉尼亚·萨皮罗（英语：Virginia Sapiro）.  [政治美德辩护：玛丽·沃斯通克拉夫特的政治理论]. 芝加哥: 芝加哥大学出版社. 1992. ISBN 978-0-226-73491-0 （英语）.
- 芭芭拉·泰勒（英语：Barbara Taylor (historian)）.  [玛丽·沃斯通克拉夫特与女性主义想象力]. 剑桥: 剑桥大学出版社. 2003. ISBN 978-0-521-66144-7 （英语）.